# Marek Gawęcki
Marek Józef Gawęcki (ur. 8 sierpnia 1946 w Witonii) – polski naukowiec, wschodoznawca; ambasador RP w Kazachstanie od 1995 do 2000.

## Życiorys
Pochodzi ze Skoków. Naukę w liceum zaczął w Wągrowcu. Maturę zdał w Poznaniu. W 1970 uzyskał dyplom magistra etnografii na Uniwersytecie im. Adama Mickiewicza w Poznaniu. Zatrudniony następnie w Instytucie Etnologii i Antropologii Kulturowej UAM. W latach 1970–1971 kierownik Muzeum Regionalnego w Szczecinku. Początkowo zajmował się Afryką, z czasem zmienił kierunek zainteresowań na Azję Środkową (w tym mieszkających tam Polaków), Afganistan. Doktoryzował się.
Prowadził badania m.in. w Afganistanie przed inwazją sowiecką w 1976, w Iranie krótko przed rewolucją 1978 i Kazachstanie. Zaczął następnie pracę w Ministerstwie Spraw Zagranicznych, najpierw jako radca, a w latach 1995–2000 był ambasadorem RP w Kazachstanie, akredytowanym także w Kirgistanie. W 1998 roku odznaczony przez prezydenta RK medalem "Astana" za rozwój stosunków polsko-kazachstańskich  Po skończonej kadencji wrócił do pracy na uczelni – tym razem w Instytucie Wschodnim UAM (dyrektor Centrum Badań Środkowoazjatyckich) na etacie profesora uczelnianego.
Od 2008 do 2010 wchodził w skład Rady Fundacji „Pomoc Polakom na Wschodzie”.
Członek Polskiego Towarzystwa Ludoznawczego, Poznańskiego Towarzystwa Przyjaciół Nauk, członek honorowy Towarzystwa Miłośników Miasta Skoki i Ziemi Skockiej.